# فرانك إيدي
فرانك إيدي (بالإنجليزية: Frank Eddy)‏ هو سياسي أمريكي، ولد في 1 أبريل 1856، وتوفي في 13 يناير 1929 في الولايات المتحدة. حزبياً، نشط في الحزب الجمهوري. وقد انتخب عضو مجلس النواب الأمريكي.